# Cressier (Neuchâtel)
Cressier es una comuna suiza del cantón de Neuchâtel. Tiene una población estimada, a fines de 2020, de 1892 habitantes.
Limita al noreste con la comuna de Le Landeron, al sureste con Gals (BE), al sur con Cornaux, al suroeste con Saint-Blaise y Neuchâtel, y al noroeste con Enges.

## Demografía
En la siguiente tabla se muestra la evolución de la población histórica de la comuna: